# Marina Trumić
Marina Trumić (Beograd, 8. svibnja 1939. – Sarajevo, 21. veljače 2011.) je hrvatska i bosanskohercegovačka romanospisateljica, pripovjedačica, pjesnikinja, novinarka, prevoditeljica. Pučku školu i gimnaziju završila u Sarajevu, gdje je diplomirala na Filozofskom fakultetu (grupa južnoslavenskih književnosti i hrvatsko-srpskog jezika). Radila u dnevnim i tjednim tiskovinama Oslobođenje, Svijet, na RTV Sarajevo (urednica radiodramskog programa) i u Institutu slavenskih jezika Varšavskog sveučilišta.

## Djela
- Između mene i tebe (pripovijetke, 1971.)
- Daleko proljeće (pripovijetke, 1971.)
- Lirski dnevnik Marije Višnevske (roman, 1979.)
- Čežnja i daljine (putopisi i priče, 1987.)
- Ime puta (putopisi i priče, 1990./91.)
- Mome poštaru s ljubavlju (proza, 1995.)
- Između Varšave i Sarajeva (pjesme, 1999.)

## Vanjske poveznice
- O Marini Trumić ukratko  Arhivirana inačica izvorne stranice od 28. veljače 2009. (Wayback Machine)